# دين سوندرز
دين سوندرز (بالهولندية: Dean Saunders)‏ هو مغني هولندي، ولد في 9 يناير 1981.

## وصلات خارجية
- الموقع الرسمي
- دين سوندرز على موقع ميوزك برينز (الإنجليزية)
- دين سوندرز على موقع ديسكوغز (الإنجليزية)